# Pałac w Lubiechowej
Pałac w Lubiechowej – zabytkowy pałac w Lubiechowej – wsi  w Polsce, w województwie dolnośląskim, w powiecie złotoryjskim, w gminie Świerzawa, na pograniczu Pogórza Kaczawskiego i Gór Kaczawskich w Sudetach.

## Historia
Klasycystyczny obiekt wybudowany w  XVIII w. nakryty dachem czterospadowym jest częścią zespołu pałacowego, w skład którego wchodzi jeszcze park.  W 1786 wieś była w posiadaniu Kaspara Conrada von Zedlitz. W 1841 pałac nabył Carl Gustav von Küster (1797-1861). Nad wejściem głównym znajdują się herby von: Küster (L) i jego żony.
W 2013 r. od Starostwa Powiatowego w Złotoryi pałac i park kupił właściciel gospodarstwa rolnego w Sokołowcu Józef Żałobniak. Planując urządzić tu hotel i restaurację scalił działki parkowe i rozpoczął remont pałacu, który miał skończyć się w czerwcu 2020 roku.

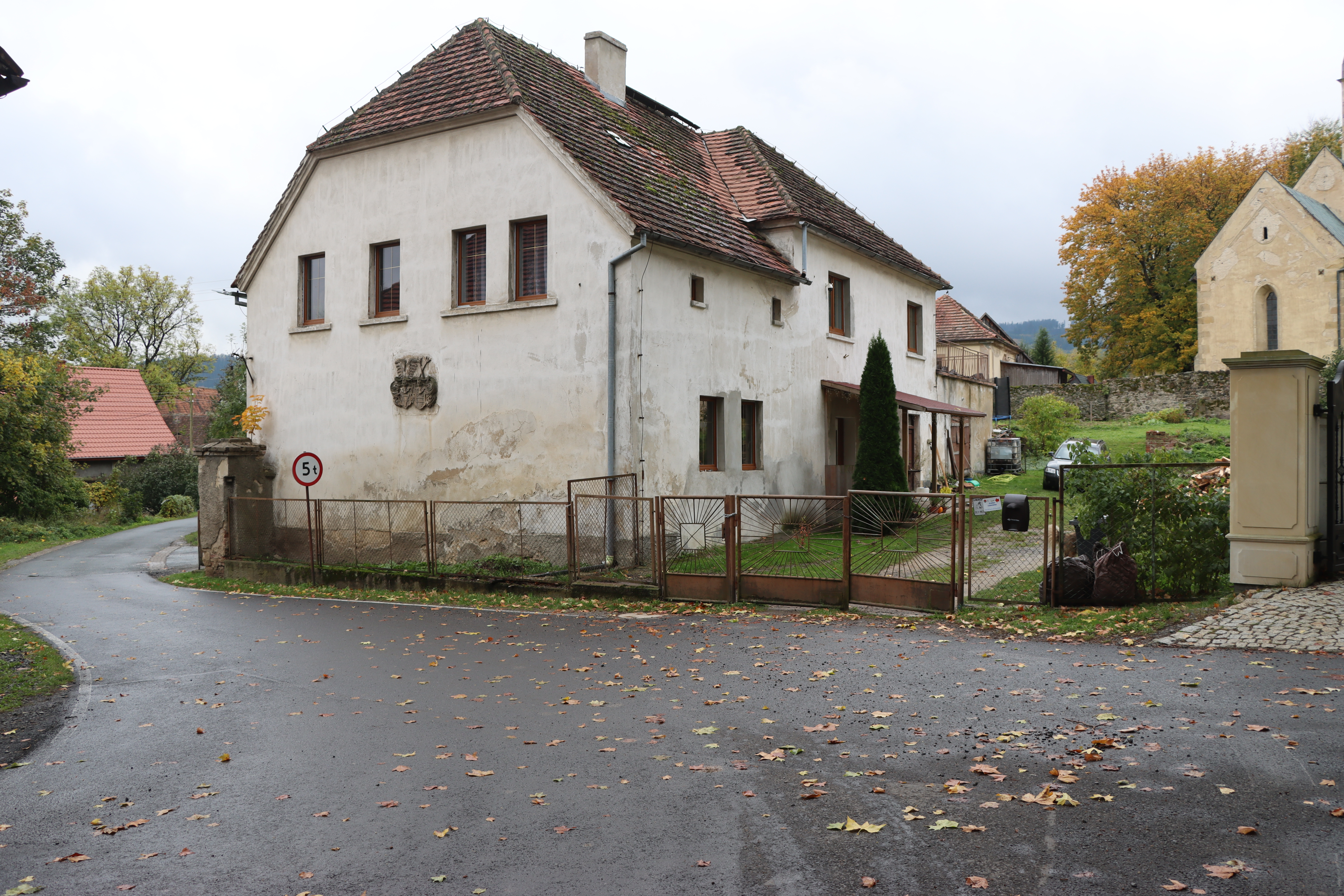
Oficyna pałacowa z herbami
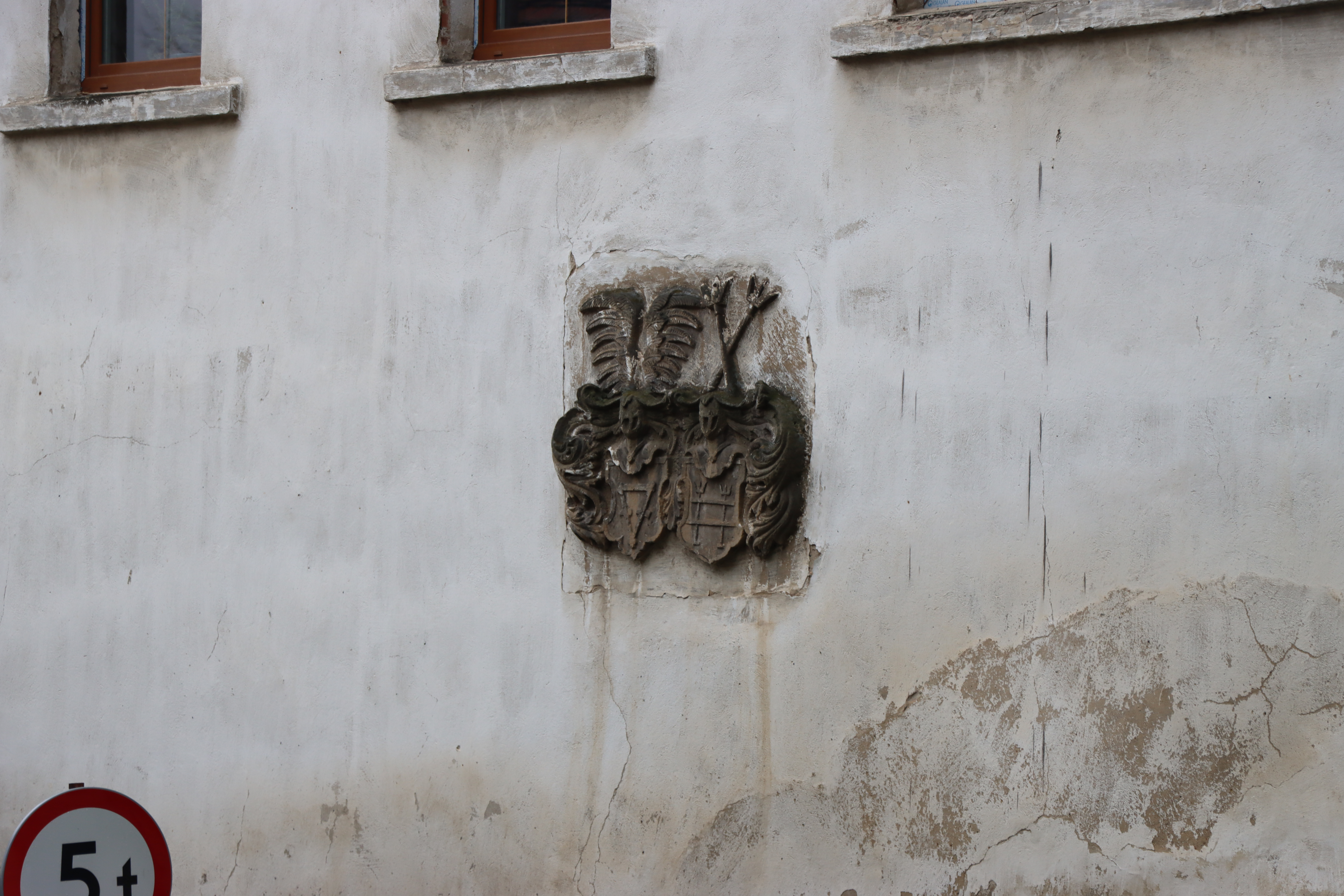
Herby na oficynie Zedlitz  i Gablenz
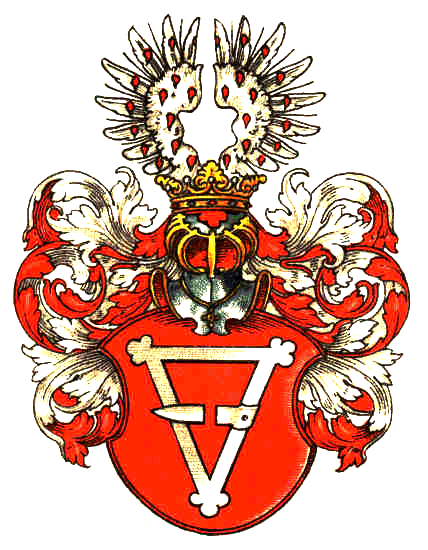
Herb von Zedlitz
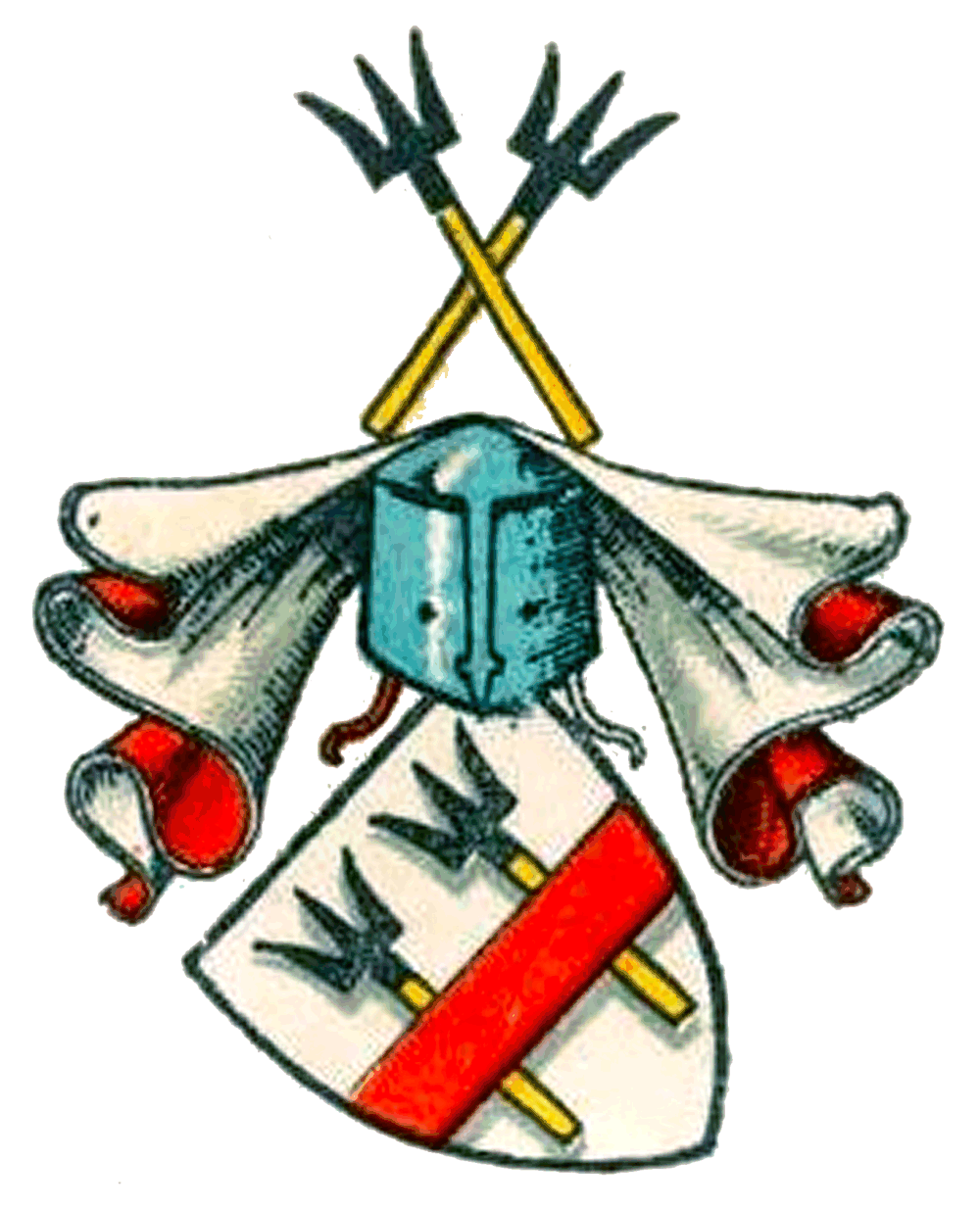
Herb von Gablenz
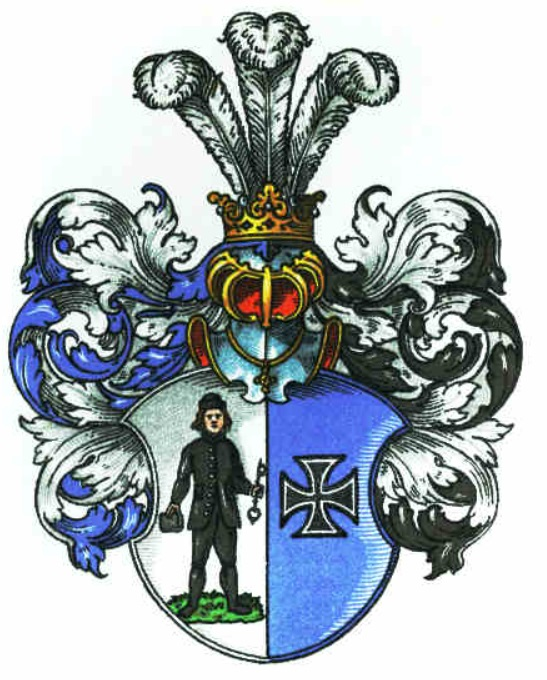
Herb Carla von Küster
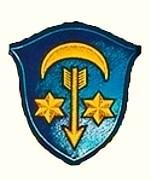
Herb von Meyer (odmiana)
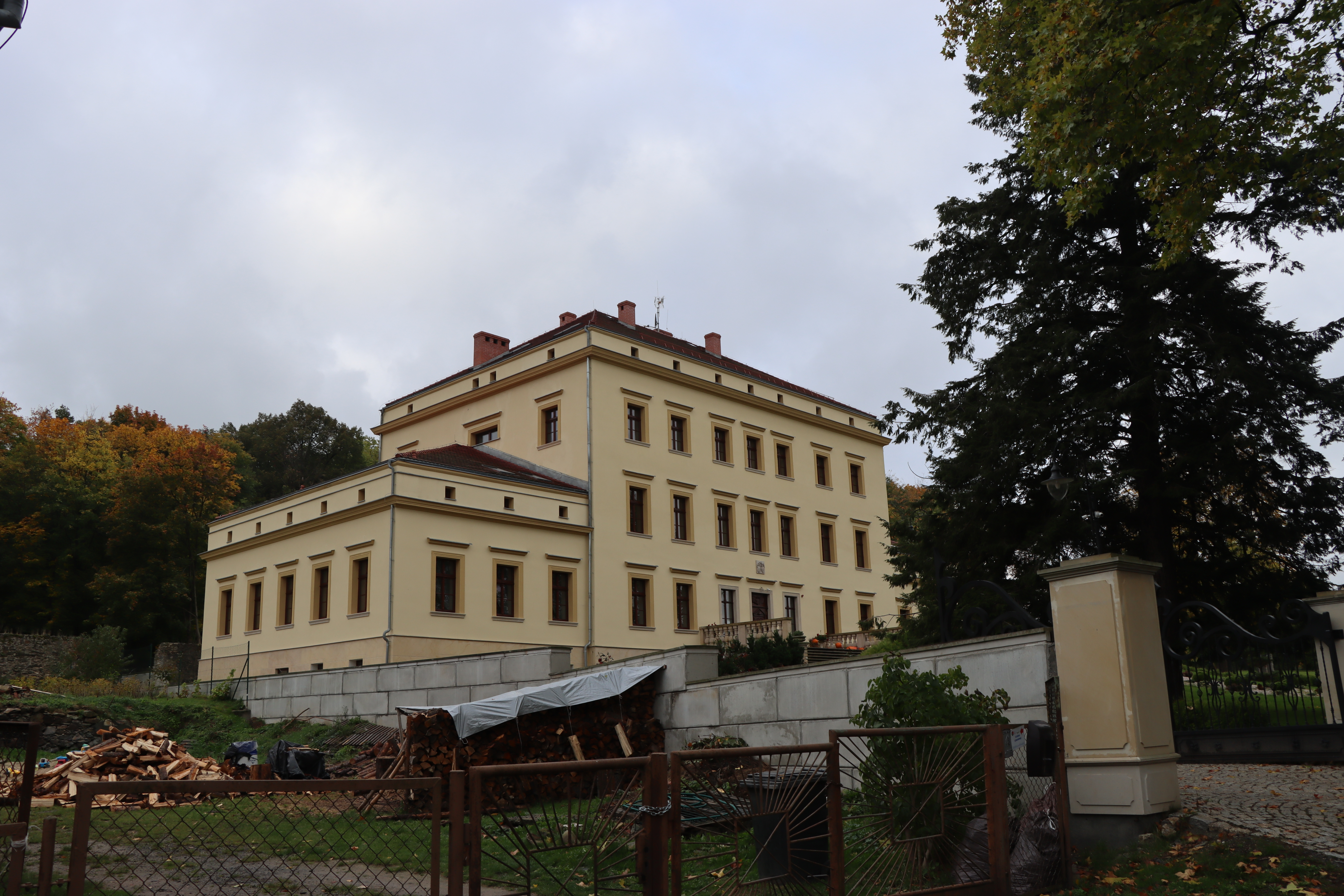
Front z herbami  Küster i Meyer